# Aegopodium podagraria
Aegopodium podagraria es una especie de planta medicinal perteneciente a la familia Apiaceae. Es originaria de Eurasia.

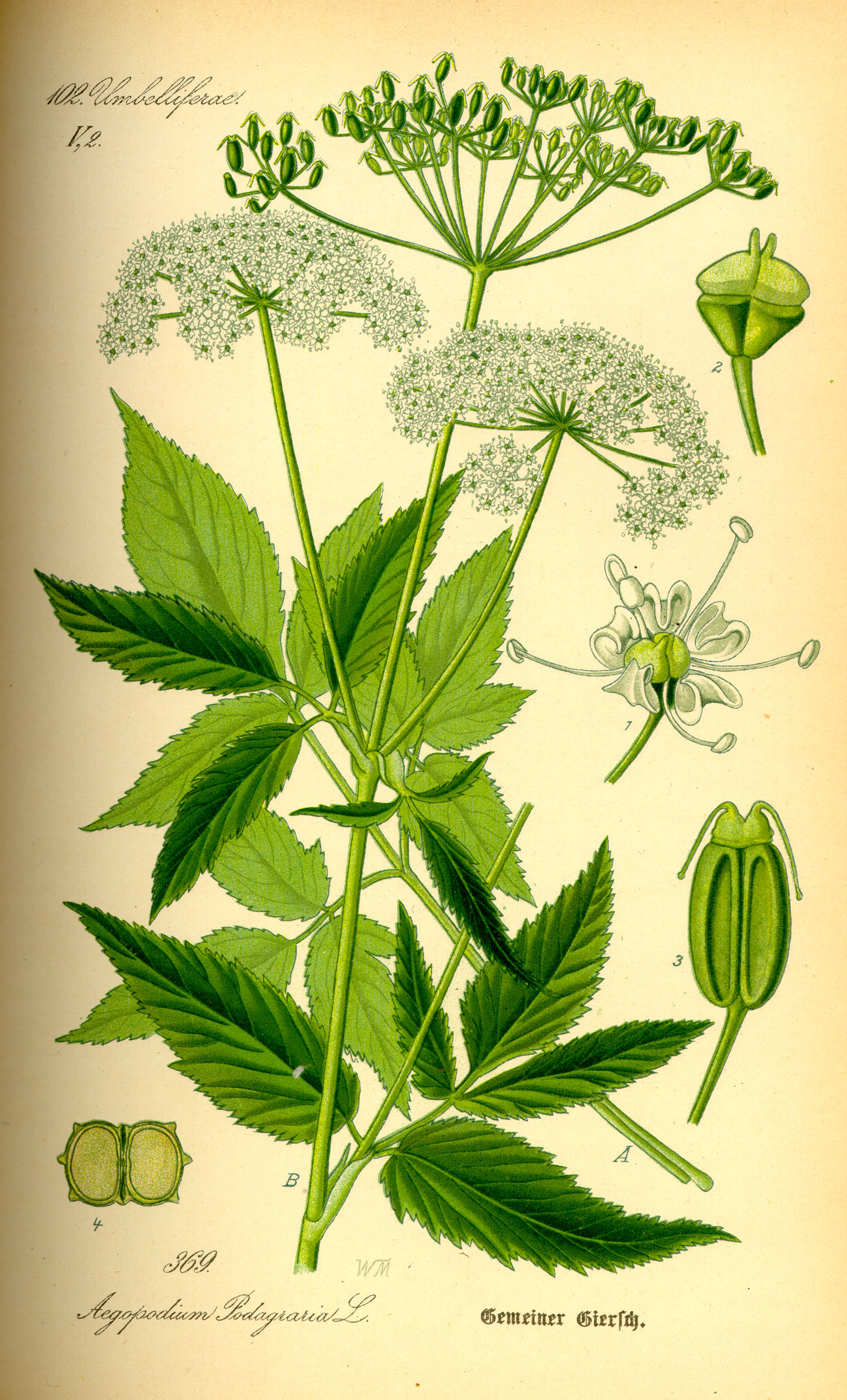
Ilustración

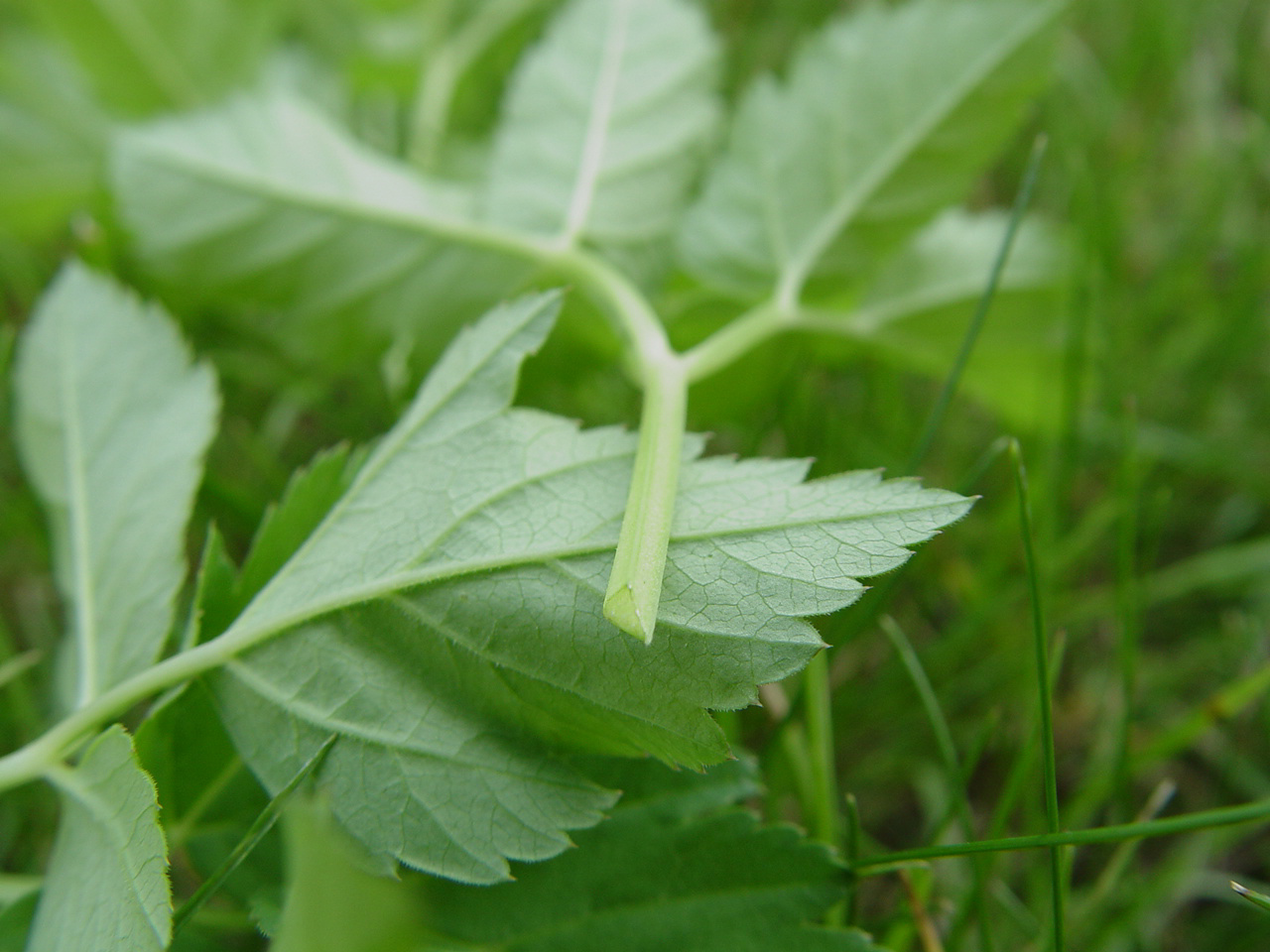
Tallos

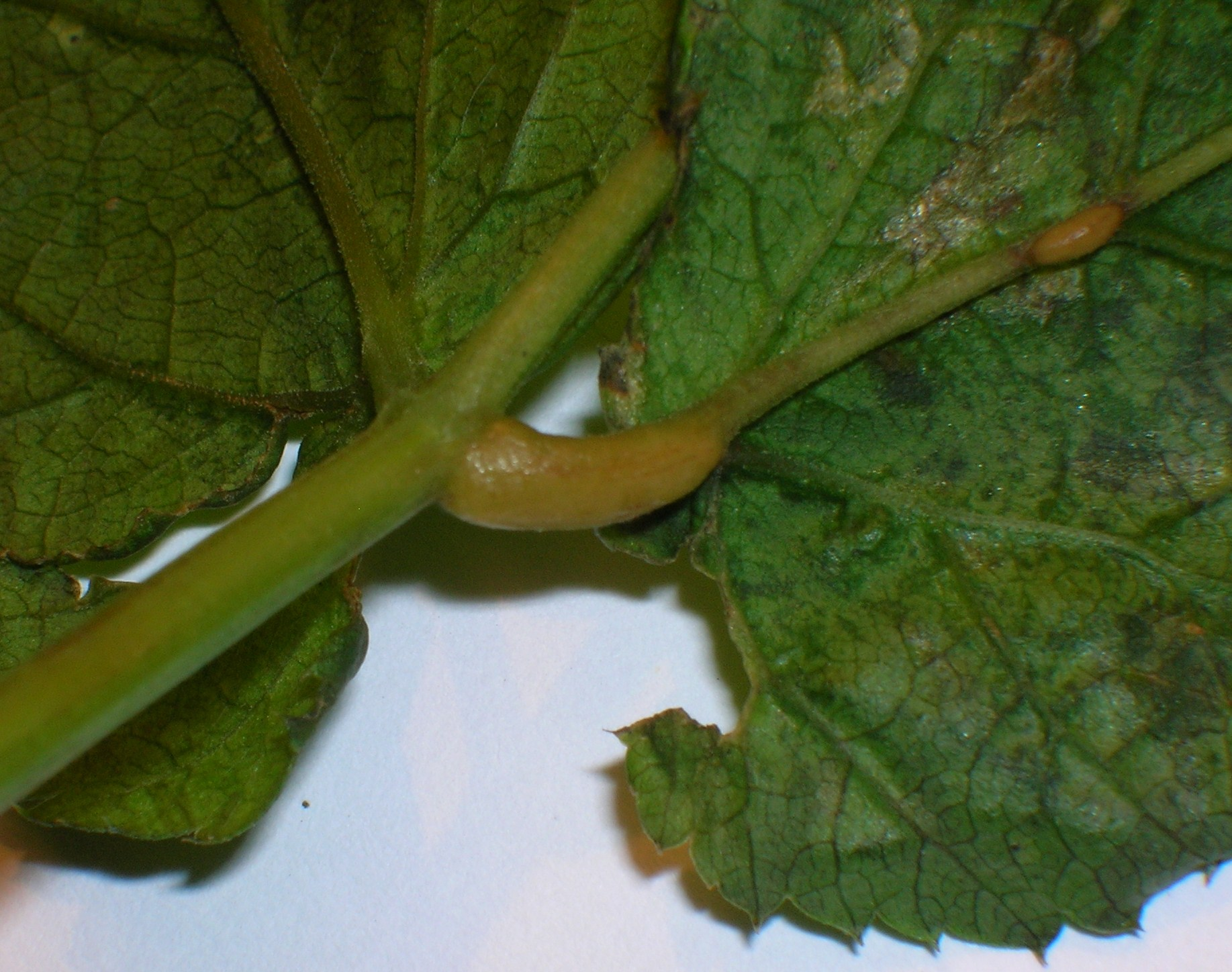
Protomyces macrosporus en la planta.

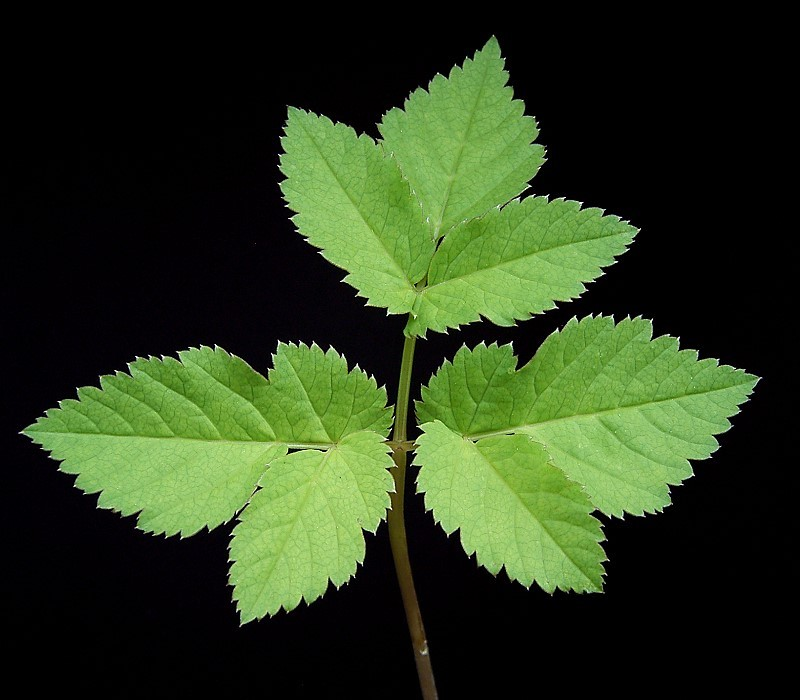
Hojas

## Descripción
Tiene un color variado de verde y blanco que a veces se vuelve verde dentro de un parche. Las flores son pequeñas, de color blanco, con cinco pétalos y salen por encima de las hojas, en grupos planos. 
Forma parches densos y es considerada como una amenaza ecológica, es invasivo y reduce la diversidad de especies en la capa de suelo. Por este motivo se utiliza, a menudo, para el  mantenimiento de la cubierta vegetal. 

## Propiedades

### Principios activos
Contiene Vitamina C (hojas)

### Usos en medicina popular
Se utiliza como sedante, diurético (frutos), aromático, estimulante, resolutivo, vulnerario. Usado para el reuma y la gota, várices, enfermedades de la piel. Los frutos en infusión o cocimiento se usan para enfermedades intestinales, renales o de la vesícula.

### Preparación, recetas
Se utilizan las hojas frescas para la gota y secas en infusión para el reuma. Las hojas trituradas se pueden emplear para refrescar la piel tras la picadura de insectos. Las hojas frescas cortadas finamente con carne picada y puré de avena para facilitar la digestión.

## Distribución
Aegopodium podagraria es nativa de Europa y Asia. 

## Taxonomía
Aegopodium podagraria fue descrita por  Carlos Linneo y publicado en Species Plantarum 2: 265. 1753.
Etimología
Aegopodium: nombre genérico que deriva de las palabras griegas:
αἴγειος (Aigeos = "cabra") y πούς-ποδός (pous-podos = "pie") y se refiere a la forma de las hojas, que recuerda a un pie de cabra.
podagraria: epíteto
Sinonimia
- Aegopodium   latifolium Turcz.   [1844, Bull. Soc. Imp. Naturalistes Moscou, 17 : 711]
- Ligusticum podagraria Roth & T.Lestib.
- Tragoselinum angelica Lam. [1779, Fl. Fr., 3 : 449] [nom. illeg.]
- Sium podagraria (L.) Weber in F.H.Wigg. [1780, Prim. Fl. Holsat. : 24]
- Sison podagraria (L.) Spreng. [1813, Pl. Umb. Prodr. : 35]
- Seseli podagraria (L.) Weber
- Seseli aegopodium Scop. [1771, Fl. Carniol., ed. 2, 1 : 215] [nom. illeg.]
- Selinum podagraria (L.) E.H.L.Krause in Sturm [1904, Fl. Deutschl., ed. 2, 12 : 57]
- Podagraria erratica Bubani [1899, Fl. Pyr., 2 : 351] [nom. illeg.]
- Podagraria aegopodium Moench [1794, Meth. : 90]
- Pimpinella podagraria (L.) T.Lestib. [1828, Botanogr. Belg., 2 (2) : 269]
- Pimpinella angelicifolia Lam. [1785, Encycl. Méth. Bot., 1 : 451]
- Carum podagraria (L.) Roth [1827, Enum. Pl. Phan. Germ., 1 (1) : 946]
- Apium podagraria (L.) Caruel in Parl. [1889, Fl. Ital., 8 : 467]
- Aegopodium angelicifolium Salisb.
- Aegopodium simplex Lavy
- Aegopodium ternatum Gilib.
- Aegopodium tribracteolatum Schmalh.
- Apium biternatum Stokes
- Sium vulgare Bernh.[3][4]

## Nombre común
- Castellano: pie de cabra, podagraria, yerba de San Gerardo.[5]

## Galería

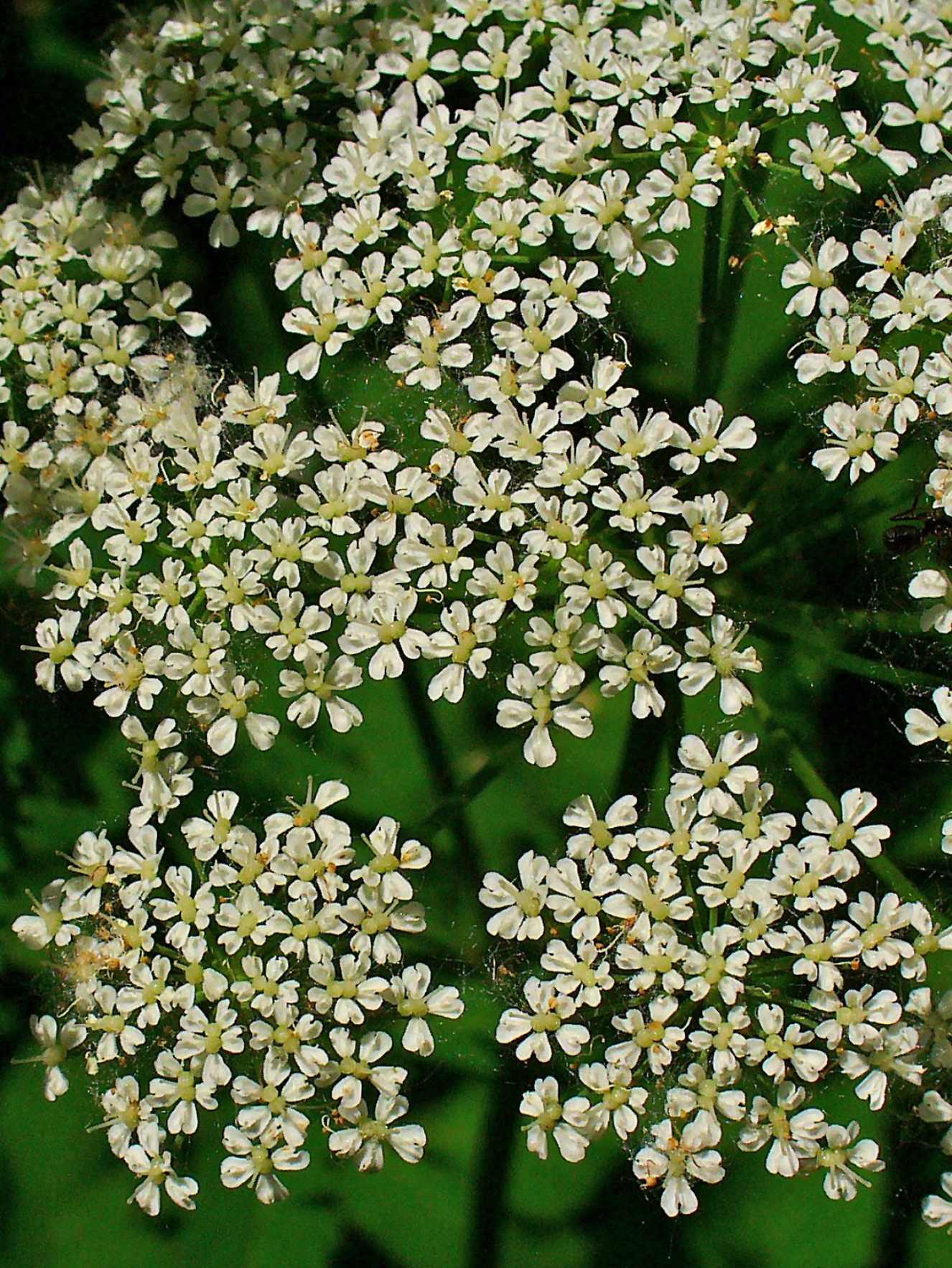
Flores
Planta
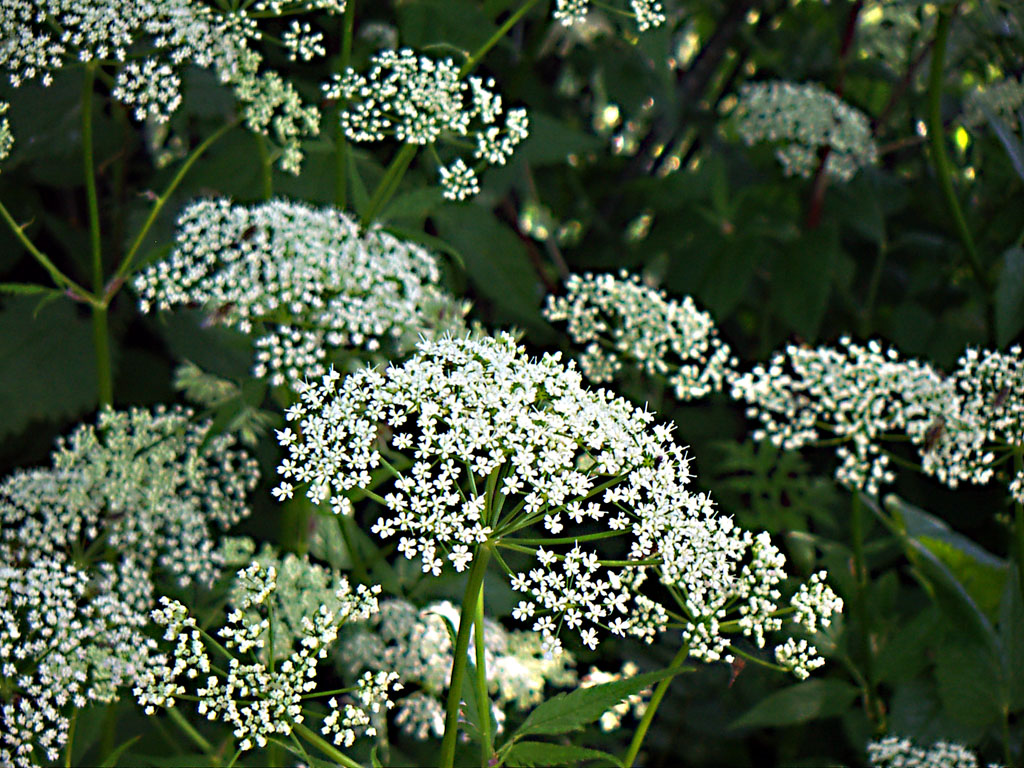
Umbela
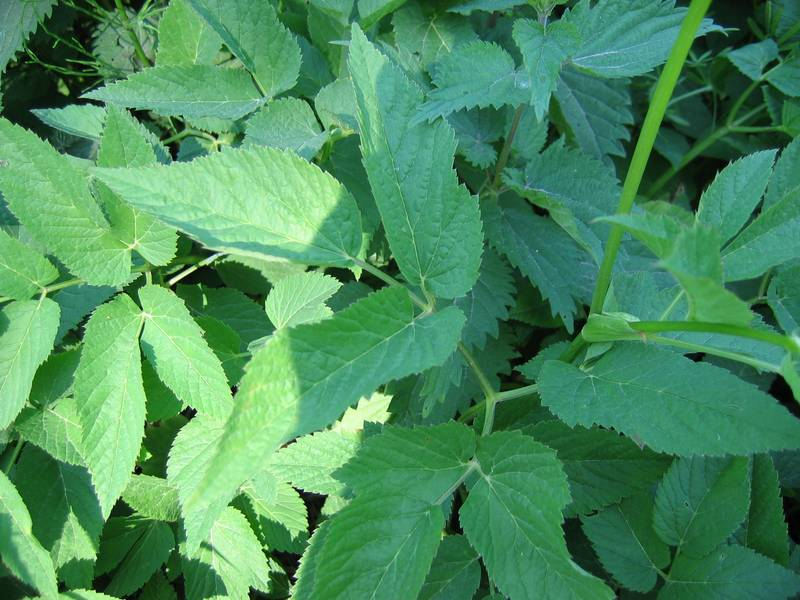
Hojas